# Lola Klamroth
Lola Klamroth (* 14. September 1991) ist eine deutsche Schauspielerin aus Hamburg.

## Leben
Klamroth ist eines von drei Kindern aus der Beziehung der Kameraassistentin Katrin Klamroth und des Schauspielers Peter Lohmeyer. Ihr älterer Bruder Louis Klamroth war ebenfalls als Schauspieler tätig, tritt mittlerweile aber hauptsächlich als Moderator auf. Ihre Großtante war Wibke Bruhns.
2004 stand sie im Circus Roncalli im Sommernachtstraum als Puck auf der Bühne, 2007 spielte sie am King’s College Taunton in The Memory of Water von Shelagh Stephenson.
2007 spielte sie die Hauptrolle im deutschen Spielfilm Früher oder später an der Seite ihres Vaters. Der Film wurde auf dem 60. Festival von Locarno  gezeigt. Die Kritiken über ihr Spielfilmdebüt fielen positiv aus; epd medien schrieb: „Lola Klamroth spielt diesen rigorosen Egoismus der Jugend mit einer solchen Unschuld, einer so großen Keuschheit, dass der unvermeidliche Absturz tragische Dimension bekommt […] Eine wunderbare, eine erstaunliche Leistung.“ Klamroth wurde 2008 für den Undine Award als „Beste Filmdebütantin“ und 2010 für den Günter-Strack-Fernsehpreis als „Beste Nachwuchsdarstellerin“ nominiert.
Im Jahr 2009 wirkte sie im Jugendclub Backstage des Jungen Schauspielhauses in Hamburg mit. Nach dem Abitur im Jahr 2010 studierte sie Schauspiel von 2011 bis 2012 an der Otto-Falckenberg-Schule und von 2013 bis 2017 an der Universität der Künste Berlin.
Im 2017 erschienenen Film Tod einer Kadettin spielte Lola Klamroth die Nebenrolle der Anja Kroll. Seit der Spielzeit 2018/19 ist sie festes Ensemblemitglied am Schauspiel Köln. Seit 2020 nimmt sie vermehrt Rollen als Hörspielsprecherin an.
Zur Spielzeit 2024/25 wechselte Klamroth als festes Ensemblemitglied zum Wiener Burgtheater.

## Filmografie
- 2007: Früher oder später
- 2017: Holly
- 2017: Tod einer Kadettin
- 2018: In aller Freundschaft – Die jungen Ärzte (Fernsehserie, Folge Keine Kompromisse)
- 2018: Notruf Hafenkante (Fernsehserie, Folge Rattenburg)
- 2019: Großstadtrevier (Fernsehserie, Folge Im Zweifel)
- 2021: Die Heiland – Wir sind Anwalt (Fernsehserie, Folge Tod im Schilf)
- 2021: Ich Ich Ich
- 2023: Davos 1917 (Fernsehserie)
- 2024: Die Neue und der Bulle (Fernsehserie)
- 2025: Sechswochenamt

## Hörspiele (Auswahl)
- 2020: Solo für Kruske – Noir-Krimi aus dem Pott von Thomas Anzenhofer, WDR[13]
- 2020: Der V-Komplex, Hörspielserie von Dorian Steinhoff und Tilman Strasser, NDR[14]
- 2021: stadt.land.fluss von Lisa Sommerfeldt, WDR[15]
- 2021: Nebel heißt Leben rückwärts, Hörspielserie von Madeleine Giese, SR[16]
- 2022: GRЁUL – Die Legende erwacht, Fantasy-Hörspielserie von Edgar Linscheid und Stuart Kummer, WDR[17]
- 2023: Unverpackt – Schwarze Komödie über Green Capitalism von Hengameh Yaghoobifarah, WDR[18]
- 2024: Edgar Linscheid und Stuart Kummer: GRЁUL 2 – Die Legende lebt (Hörspiel – WDR)[19]